# ジャジソン・クリスティアーノ・シウヴァ・デ・モライス
ジャジソン（Jadson）こと、ジャジソン・クリスティアーノ・シウヴァ・デ・モライス（Jadson Cristiano Silva de Morais, 1991年11月5日 - ）は、ブラジル・ナタール出身のサッカー選手。山東泰山足球倶楽部所属。ポジションはディフェンダー。

## タイトル
山東泰山足球倶楽部
- 中国サッカー・スーパーリーグ：2021
- 中国FAカップ：2021